# 반점열
반점열(斑點熱, spotted fever)은 진드기 매개 질병의 일종이다. 모두 리케차에 의해 발병한다.
반점열의 종류는 다음과 같다.
- 지중해 반점열
- 로키산 홍반열
- 퀸즐랜드 진드기 티푸스
- 헬베티카 반점열